# Kees Verkerk
Cornelis Arie „Kees“ Verkerk (* 28. Oktober 1942 in Maasdam) ist ein ehemaliger niederländischer Eisschnellläufer.

## Werdegang
Kees Verkerk wurde 1966 in Göteborg und 1967 in Oslo Mehrkampfweltmeister. In den Jahren 1969 bis 1971 errang er die Bronzemedaille bei den Weltmeisterschaften. 1967 wurde er in Oslo außerdem Europameister.
Bei den Olympischen Spielen 1964 in Innsbruck gewann Verkerk über 1500 Meter die Silbermedaille. Vier Jahre später wurde er in Grenoble über diese Distanz Olympiasieger und Zweiter über 5000 Meter. In Sapporo errang er 1972 zum Abschluss seiner Olympischen Laufbahn nochmals Silber über 10.000 Meter. Verkerk stellte während seiner aktiven Zeit acht Weltrekorde auf. Er führte den Adelskalender zwischen 1967 und 1971 für 1444 Tage an. Sein Höchstwert betrug 168,033 Punkte.
Zusammen mit seinem Landsmann Ard Schenk gründete er 1973 eine Profiliga, die aber lediglich zwei Jahre Bestand hatte. Er wurde zweimal mit der Oscar Mathisen Memorial Trophy ausgezeichnet.

## Weblinks

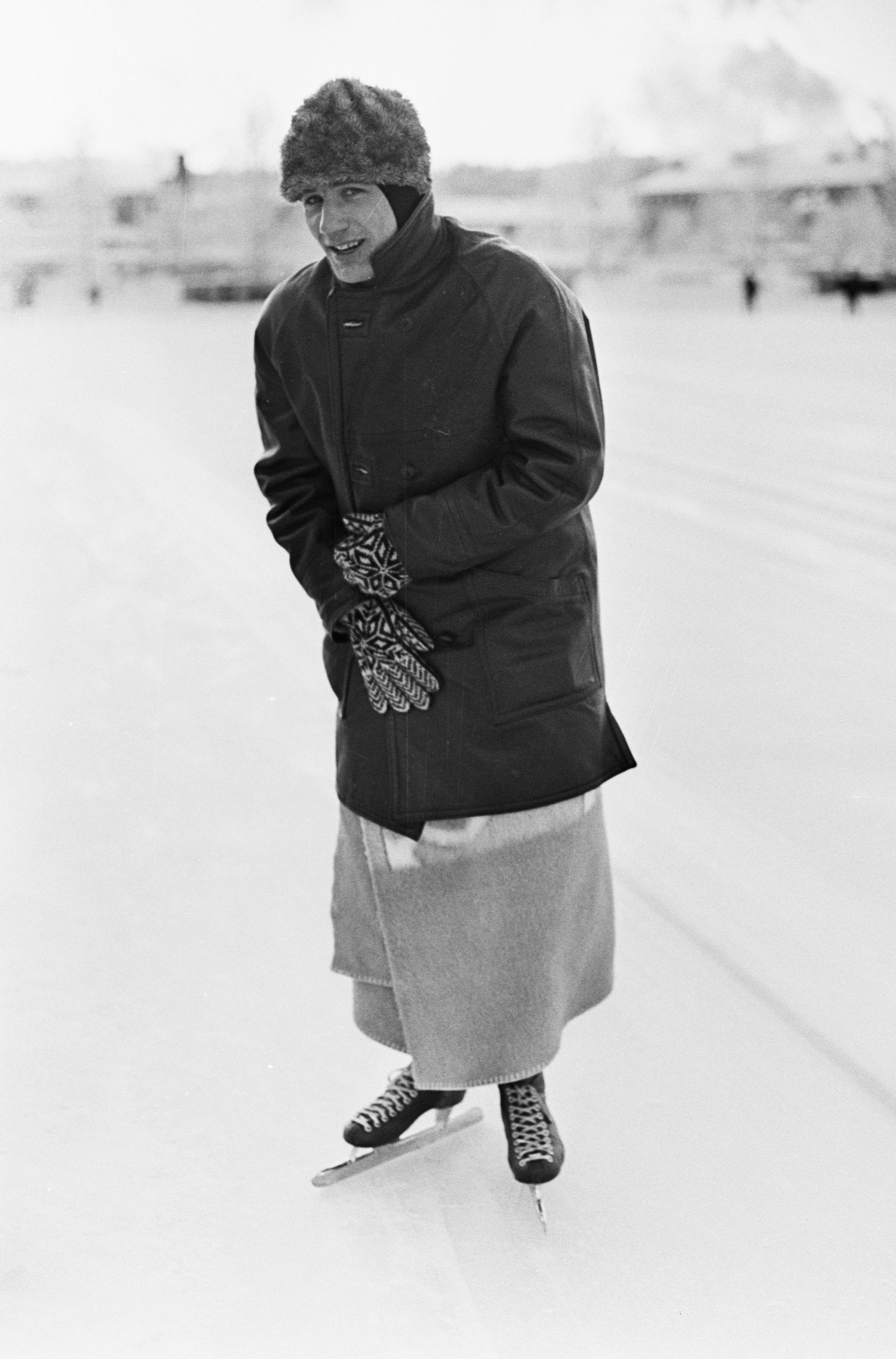
Ron Kroon: Kees Verkerk bei der EM 1967

## Persönliche Bestzeiten
| Strecke  | Zeit         | Datum           | Ort    |
| -------- | ------------ | --------------- | ------ |
| 500 m    | 39,9 s       | 15. Januar 1971 | Davos  |
| 1000 m   | 1:21,4 min   | 19. Januar 1971 | Davos  |
| 1500 m   | 1:58,9 min   | 16. Januar 1971 | Davos  |
| 3000 m   | 4:14,9 min   | 2. März 1972    | Inzell |
| 5000 m   | 7:13,2 min¹  | 1. März 1969    | Inzell |
| 10.000 m | 15:03,6 min¹ | 26. Januar 1969 | Inzell |

¹ = Weltrekord zur Zeit des Laufes